# 勒夫達爾 (加利福尼亞州)
勒夫達爾（英語：Lovdal）是位於美國加利福尼亞州優洛縣的一個非建制地區。該地的面積和人口皆未知。

## 地理
勒夫達爾的座標為38°36′01″N 121°33′09″W / 38.60028°N 121.55250°W，而該地的平均海拔高度為6米（即20英尺）。